# Nemyslete na slona
Nemyslete na (růžového, bílého) slona je nejznámější z formulací, na nichž bývá dokládán paradoxní efekt, že čím víc se snaží člověk na něco nemyslet, tím více na to myslí.

## Aplikovaná kognitivní lingvistika
Podobná „hra“ je známá například v podobě, kterou převzal kognitivní lingvista George Lakoff do první části titulu své politologické knihy Don’t Think of an Elephant: Know Your Values and Frame the Debate (Nemyslete na slona: Uvědomujte si své hodnoty a dejte rámec politickým argumentům), která vyšla v září 2004 a zabývá se ve vztahu ke konkrétním americkým politickým reáliím tím, do jaké míry je myšlení determinováno metaforami, v nichž probíhá.

## Léčba závislostí
Uvědomit si paradoxní (kontraproduktivní) efekt pokynu „nemyslete na bílého slona!“ je také součástí metodiky protidrogové léčby. Úmyslné potlačování představy, která vyvolává touhu, bývá neúčinné a vede naopak k jejímu posilování. Jako účinnější alternativa je doporučováno pasivní, nezúčastněné pozorování obtěžující myšlenky, tzv. surfing, metoda blízká některým postupům známým z jógy nebo buddhistických technik.

## Technika usínání
Podobná snaha „nemyslet na nic“ je jednou z hypotetických technik usínání, podobnou „počítání oveček“.

## Hra „Hra“
Hra (v originále The Game) je hra, jejímž (nesplnitelným) cílem je zapomenout na její existenci. Hra má následující pravidla:
1. Pokud znáte aspoň jedno pravidlo, jste hráčem.
2. Hra se nedá vyhrát – vyhrát se dá jedině tak, že na Hru doopravdy zapomenete. (Budiž to cílem hry).
3. Pokud si hráč vzpomene na to, že tuto Hru hraje, prohrál a musí nahlas pronést: „Prohrál jsem", nebo: „Jsem loser – prohrál jsem Hru" (v aj. "I lost the Game", popřípadě jinak v závislosti na variantě. Tím že tuto skutečnost ohlásí nahlas, uvědomí i ostatní hráče, kteří si tím na Hru vzpomenou, a tak musí též prohrát. Na různých internetových stránkách (většinou v anglickém jazyce) se často objevuje jen fráze "The Game, you lost it" nebo jen "The Game" čímž si čtenář automaticky uvědomí, že prohrál a musí postupovat podle výše zmíněného postupu.
4. Hráč, který Hru prohraje na ní může intenzivně myslet po třicet minut a nemůže jí znovu prohrát. Po třiceti minutách od prohrání začíná hrát znovu a prohry hlásí.
5. Pokud je v okolí kdokoliv, kdo o Hře neví, měl by mu hráč, který prohrál, vysvětlit pravidla.

Hra je především v tom, že jí hrajete kdekoli se právě nacházíte. Vzpomenete-li si na ní v autobusu, vlaku, na zastávce nebo při pracovním pohovoru… poctivě musíte prohrát. Každý hráč musí dohlédnout na sebe, jestli je dost "tvrdý" na to, aby hrál poctivě. V těchto situacích je hra obecně nejzábavnější.